# Sân bay Awang
Sân bay Awang (tiếng Filipino: Paliparan ng Awang) (IATA: CBO, ICAO: RPMC) là một sân bay phục vụ khu vực Thành phố Cotabato, tỉnh Maguindanao ở Philippines. 
Mặc dù sân bay phục vụ chủ yếu là thành phố Cotabato, sân bay này lại tọa lạc ở (cũng như lấy tên theo) Barangay Awang ở Datu Odin Sinsuat, đô thị thủ phủ của tỉnh Shariff Kabunsuan, trước đây là một phần của Maguindanao.
Sân bay được xếp hạng sân bay thương mại nhỏ theo Cục giao thông hàng không Philippines. 

## Các hãng hàng không

### Các hãng hiện tại
Hiện có các hãng sau đang hoạt động tại đây.
- Cebu Pacific (Manila)
- Philippine Airlines (Manila)
- South East Asian Airlines (Cebu, Zamboanga)

### Các hãng trước đây
- Asian Spirit
- Mindanao Express